# Лёш, Доротея Мария
Доротея Мария Лёш (швед. Dorothea Maria Lösch, в замужестве Theslef; 1730—1799) — шведский морской капитан.

## Биография
Родилась в 1730 году в семье ювелира Хенрика Якоба Лоша (Henrik Jakob Losch) из Стокгольма и его жены Доротеи Марии Беймс (Dorothea Maria Beyms).
В 1756 году Доротея вышла замуж за финского морского капитана Мортена Йохана Теслефа (Mårten Johan Thesleff, 1705—1777), у них родилось одиннадцать детей.
Лёш была участницей русско-шведской войны 1788—1790 годов и во время одного из сражений в сложившейся обстановке командовала шведским кораблем Armida во время Роченсальмского сражения 9—10 июля 1790 года. За это она была удостоена звания главного моряка шведского флота. Хотя это был чисто почётный, церемониальный титул, она, тем не менее, была первой женщиной с этим званием. Позже за этот подвиг шведский король Густав III присвоил ей звание капитана шведского флота.
Также Доротея Лёш была автором книги о том, как лечить оспу: «Beskrivning af et bepröfvat medel emot Kopp-ärr» (Стокгольм, 1765).
Умерла 2 февраля 1799 года в Стокгольме.